# Lotharingie
Lotharingie (název od latinského Lotharii regnum) byl krátkodobý státní útvar v západní Evropě vytvořený v důsledku Verdunské smlouvy jako část tzv. Středofranské říše. Sloužil jako nárazníkový stát mezi Východofranskou a Západofranskou říší. Jméno Lotharingie je odvozeno od jediného vládce, který v této zemi panoval - Lothara II. Vzhledem k tomu, že neměl žádné legitimní potomky, tato oblast byla poté rozdělena mezi jeho strýce Karla II. Holého a Ludvíka Němce na základě Meersenské smlouvy. Později celé území přešlo pod vládu Východofranské říše jako vévodství lotrinské.

## Vláda Lothara II.

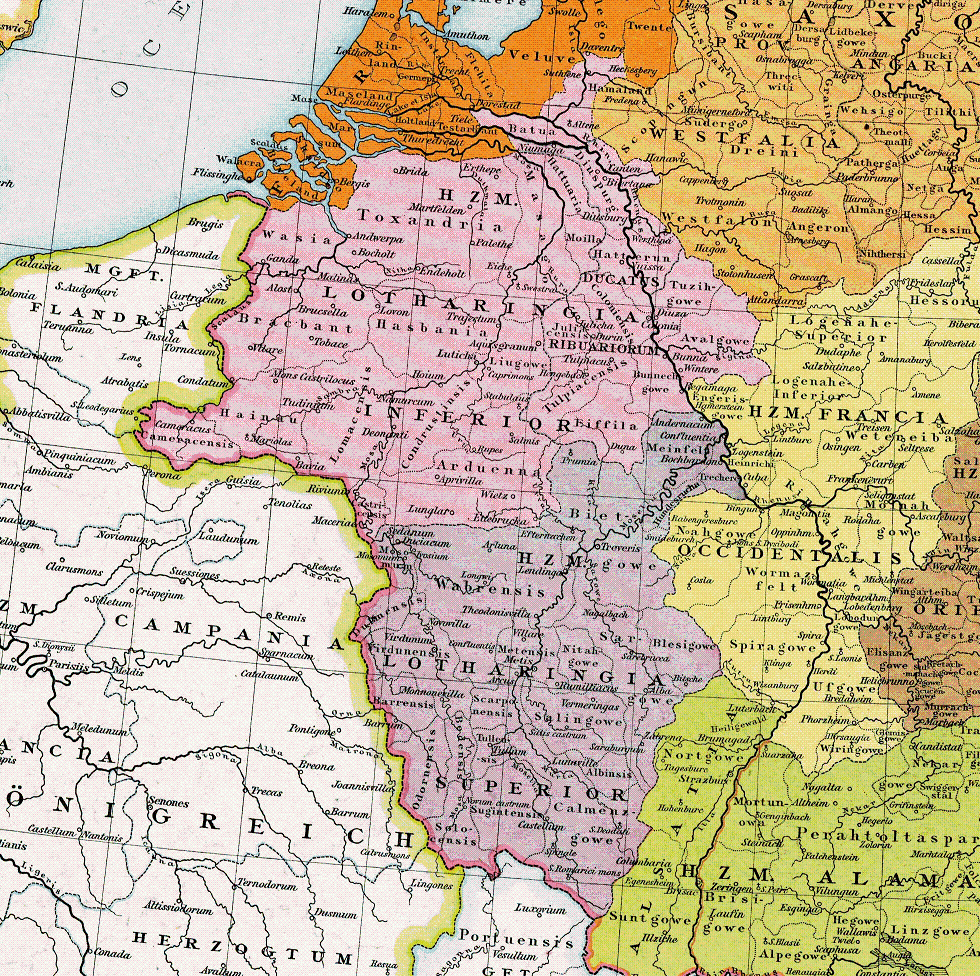
Oblast Lotharingie obě fialové + oranžová

Roku 843 byla po smrti Ludvíka Pobožného Franská říše rozdělena mezi jeho tři syny; Lothara (který získal Itálii, Burgundsko, pruh území mezi Východofranskou a Západofranskou říší a titul císaře), Karla II. Holého (jemuž bylo přiřčeno území pozdější Západofranské říše, resp. dnešní Francie) a Ludvíka Němce (jenž vládl ve Východofranské říši, která se později stane Svatou říší římskou). Lothar I. vládl patnáct let a těsně před smrtí rozdělil území opět mezi své tři syny, přičemž nejstarší Ludvík II. Italský získal titul císaře a území v Itálii, Karel získal Provence a titulárně i Burgundské království, Lothar II. pak nárazové pásmo mezi říší svých dvou strýců, Karla Holého a Ludvíka Němce. Lothar II. vládl vcelku nesourodému území, které zahrnovalo části dnešního Nizozemí, Belgie, Lucemburska, rýnských oblastí Německa, Alsaska a Lotrinska (přičemž Lotrinsko je právě francouzská zkomolenina jména Lotharingie, tedy území, kde vládne Lothar). Lothar II. však svému území ve skutečnosti nijak nevládl a krom několika výprav proti normanským pirátům se jeho snaha zaměřovala spíše na úsilí rozvést se se svojí ženou Theutbergou a eventuálně si vzít svoji milenku Waldradu. To zároveň ovlivňovalo i jeho vztahy s Karlem Holým i Ludvíkem Němcem, kteří měli o území Lotharingie zájem. Lothar II. totiž měl jediného nemanželského syna Huga a pouze sňatek s Waldradou mohl z Huga udělat právoplatného dědice trůnu. Když však konečně jeho původní žena Teutberga roku 869 svolila k rozvodu, Lothar II. záhy umřel na chřipku, jeho syn byl Karlem Holým i Ludvíkem Němcem prohlášen za nelegitimního dědice a celá Lotharingie byla smlouvou z Meersenu v roce 870 rozdělena mezi Východofranskou a Západofranskou říši. Hugo pak byl následně odškodněn rozsáhlými statky v Alsasku. Jako pozůstatek bylo vytvořeno Jindřichem Ptáčníkem vévodství lotrinské, které existovalo až do roku 1766, kdy bylo obsazeno Francií.